# Haplochromis plagiodon
Haplochromis plagiodon е вид лъчеперка от семейство Цихлиди (Cichlidae). Видът е световно застрашен, със статут Уязвим.

## Разпространение
Разпространен е в Танзания и Уганда.